# Seznam německých názvů sídel v Krkonoších
Seznam německých názvů sídel v Krkonoších shrnuje abecedně české názvy sídel s jejich německým ekvivalentem.
| Český název               | Německý název                    | Poznámka                      |
| ------------------------- | -------------------------------- | ----------------------------- |
| Bedřichov                 | Friedrichsthal                   |                               |
| Benecko                   | Benetzko                         |                               |
| Bystřice                  | Klinge                           |                               |
| Černá Hora                | Schwarzenberg                    |                               |
| Černá Voda                | Schwarzwasser                    |                               |
| Černý Důl                 | Schwarzental                     |                               |
| Čerstvá Voda              | Frichswasser                     |                               |
| Čistá v Krkonoších        | Lauterwasser                     |                               |
| Dolní Albeřice            | Nieder Albendorf                 |                               |
| Dolní Dvůr                | Niederhof                        |                               |
| Dolní Lysečiny            | Nieder Kolbendorf                |                               |
| Dolní Malá Úpa            | Nieder Kleinaupa                 |                               |
| Dolní Mísečky             | Nieder Schüsselbauden            |                               |
| Dolní Štěpanice           | Nieder Stepanitz                 |                               |
| Františkov                | Franzental                       |                               |
| Haida                     | Haide                            |                               |
| Hanapetrova Paseka        | Hanapetershau                    |                               |
| Harrachov                 | Harrachsdorf                     |                               |
| Hejlov                    | Heilow                           |                               |
| Hleďsebe                  | Sichdiechfür                     |                               |
| Horní Albeřice            | Ober Albendorf                   |                               |
| Horní Domky               | Ober Häuser                      |                               |
| Horní Dušnice             | Ober Duschnitz                   |                               |
| Horní Lánov               | Ober Langenau                    |                               |
| Horní Lysečiny            | Ober Kolbendorf                  |                               |
| Horní Malá Úpa            | Ober Kleinaupa                   |                               |
| Horní Maršov              | Marschendorf                     |                               |
| Horní Mísečky             | Ober Schüsselbauden              |                               |
| Horní Rokytnice           | Ober Rochlitz                    |                               |
| Hořejší Herlíkovice       | Hackelsdorf                      |                               |
| Hořejší Vrchlabí          | Ober Hohenelbe                   |                               |
| Hranice                   | Grenzdorf                        |                               |
| Janova Hora               | Johannisberg                     |                               |
| Janské Lázně              | Johannisbad                      |                               |
| Jelení Louky              | Zehgrundbauden                   |                               |
| Jezerní Domky             | Teichhäuser                      |                               |
| Karlův Vrch               | Karlsberg                        |                               |
| Kněžice                   | Schreibendorf bei Ober Hohenelbe |                               |
| Kotelské Domky            | Plattenbauden                    |                               |
| Labská                    | Krausebauden                     |                               |
| Lánov                     | Langenau                         |                               |
| Lučiny                    | Bodenwies Bauden                 |                               |
| Luisino Údolí             | Louisental                       |                               |
| Malá Úpa                  | Kleinaupa                        |                               |
| Mevaldův kopec            | Braunsberg                       |                               |
| Mladé Buky                | Jungbuch                         |                               |
| Mlýnské Domky             | Hammerle Mühle                   |                               |
| Mrklov                    | Markelsdorf                      |                               |
| Niklův Vrch               | Nikelsberg                       |                               |
| Nový Svět                 | Neuwelt                          |                               |
| Pec pod Sněžkou           | Petzer                           |                               |
| Podžalí                   | Heidelberghäuser                 |                               |
| Prostřední Lánov          | Mittel Langenau                  |                               |
| Přední Labská             | Vord Krausenbauden               |                               |
| Příchovice                | Stefansruh                       | nebo Stephansruh, Przichowitz |
| Rokytnice nad Jizerou     | Rochlitz                         |                               |
| Rokytno                   | Sahlenbach                       |                               |
| Rudník                    | Hermannseifen                    |                               |
| Rudolfov                  | Rudolfstal                       |                               |
| Rýchory                   | Rehorn                           |                               |
| Ryžoviště                 | Seifenbach                       |                               |
| Severka                   | Berauerberg                      |                               |
| Skelné Hutě               | Glashüten                        |                               |
| Sklenářovice              | Glasendorf                       |                               |
| Spálený Mlýn              | Mohornmühle                      |                               |
| Stará Hora                | Altenberg                        |                               |
| Strážné                   | Pommerndorf                      |                               |
| Struhadla                 | Riebeisen                        |                               |
| Studenov                  | Kaltenberg                       |                               |
| Svoboda nad Úpou          | Freiheit                         |                               |
| Šestidomí                 | Sechsstätten                     |                               |
| Šímovy Chalupy            | Simmaberg                        |                               |
| Špindlerův Mlýn           | Spindlermühle                    |                               |
| Štěpanická Lhota          | Stepanitz Lhota                  |                               |
| Temný Důl                 | Dunkelthal                       |                               |
| Tonovy Domky              | Tonhäuser                        |                               |
| Třídomí (Špindlerův Mlýn) | Dreihäuser                       |                               |
| Třídomí (Vítkovice)       | Dreihäuser                       |                               |
| Třídomí (Vrchlabí)        | Dreihäuser                       |                               |
| Valteřice                 | Waltersdorf                      |                               |
| Velká Úpa                 | Gross Aupa                       |                               |
| Vilémov                   | Wilhelmstal                      |                               |
| Vítkovice                 | Witkowitz                        |                               |
| Vizov                     | Quintenthal, Quinta              |                               |
| Vrchlabí                  | Hohenelbe                        |                               |
| Vysoký Svah               | Dumlichbauden                    |                               |
| Zlatý Mlýn                | Goldmühle                        |                               |
| Žalý                      | Zaly                             |                               |